# Gamla stadshuset, Norrköping

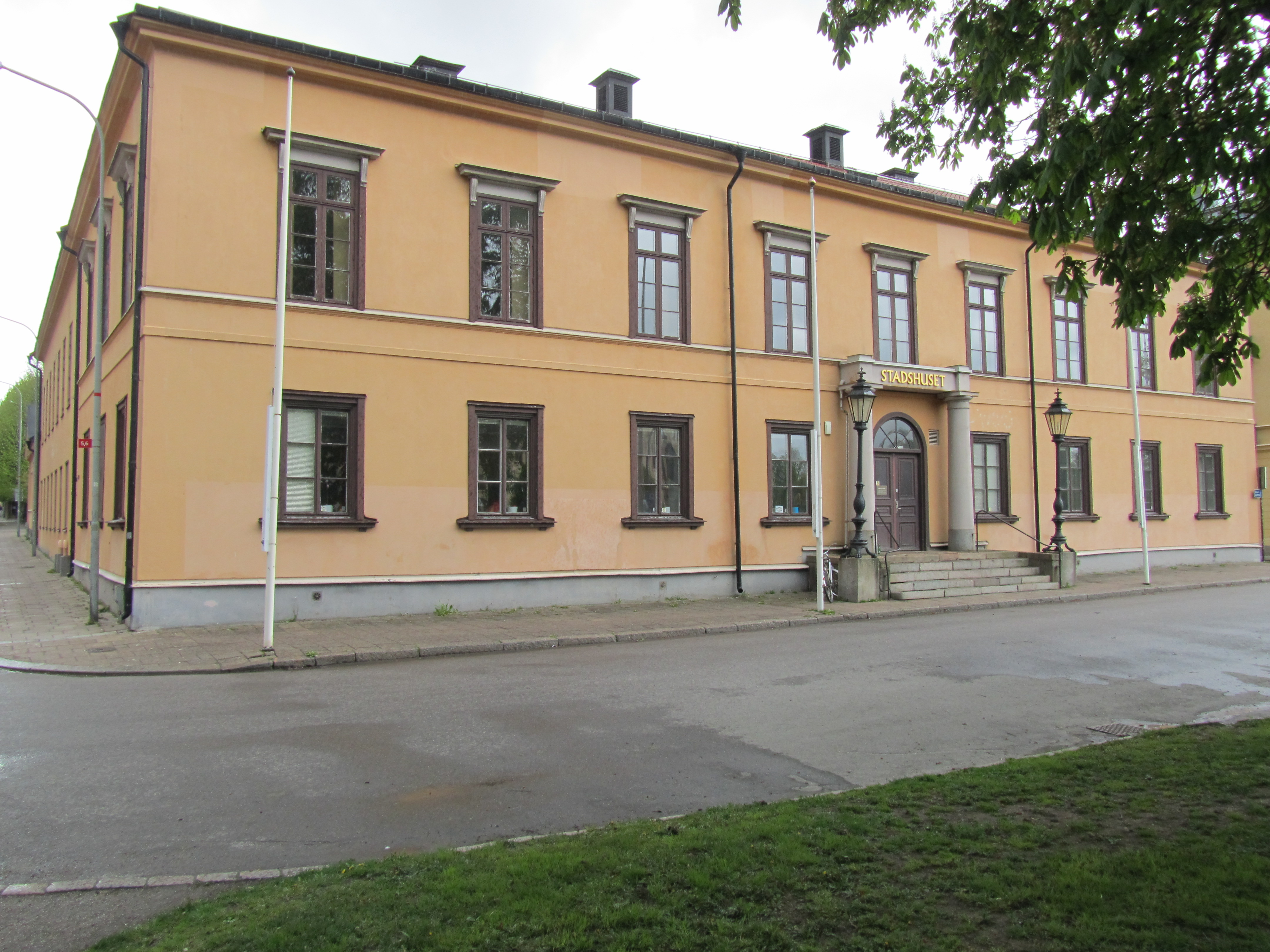
Gamla stadshuset i Norrköping

Gamla stadshuset i Norrköping är ett byggnadsminne vid Carl Johans park i Norrköping.
Gamla stadshuset i Norrköping uppfördes 1802–1803 av länsbyggmästaren Casper Seurling vid Hotelgatan i reveterat timmer och med valmat, tegeltäckt sadeltak. Arkitekt var Carl Fredrik Sundvall. Huset om- och tillbyggdes till 1848–1851 efter ritningar av Carl Theodor Malm. Bland annat tillkom en bostadsflygel av tegel.
Åren 1931–1932 gjordes en större restaurering, varvid ett nytt halvrunt trapphus i tegel ersatte det ursprungliga på baksidan av huset, efter ritningar av Ragnar Hjorth. 
Det nya Norrköpings rådhus ersatte från 1910 husets funktion som stadshus och det användes därefter som postkontor och under period också som epidemisjukhus.